# Szampania-Ardeny
Szampania-Ardeny (fr. Champagne-Ardenne) – region administracyjny położony w północno-wschodniej Francji, który z początkiem 2016 roku wszedł w skład nowego, większego regionu Grand Est. Jego nazwa wywodzi się od historycznej krainy Szampanii i gór Ardenów. Graniczył z Belgią oraz (do reformy administracyjnej) regionami: Lotaryngią, Franche-Comté, Burgundią, Île-de-France i Pikardią. 
Region ten był stosunkowo słabo zaludniony. Największym miastem regionu było Reims (184,6 tys. mieszk.), ale stolicą regionu było kilkakrotnie mniejsze Châlons-en-Champagne (46,7 tys.). Innymi ważnymi miastami były: Troyes (60,4 tys.), Charleville-Mézières (55,3 tys.), Saint-Dizier (29,8 tys.), Épernay (25,6 tys.) oraz Chaumont (25,1 tys.).